# James Hall (Entdecker)
James Hall († 22. oder 23. Juli 1612 im Amerloqfjord an der Westküste Grönlands; auch Jacob Hald) war ein englischer Seefahrer und Entdecker.

## Leben
Hall stammte aus Kingston upon Hull, damals ein wichtiger Hafen an der Ostküste Englands. Der erste Bericht über ihn stammt aus dem Jahr 1605, als er als Steuermann an der dänischen Expedition unter der Leitung von John Cunningham teilnahm, die das Schicksal der nordischen Siedler auf Grönland (Grænlendingar) klären sollte (siehe Grönlandexpeditionen unter Christian IV.). Die Tatsache, dass er als Steuermann ausgewählt wurde und somit für die Navigation verantwortlich war, deutet darauf hin, dass er die Gewässer um Grönland aus vorherigen Expeditionen gut kannte. Möglicherweise hatte er bereits an der Arktisexpedition unter John Davis im Jahr 1585 teilgenommen.
Auf der Expedition wurde zwar kein Hinweis auf den Verbleib der Siedler gefunden, dafür aber Silber enthaltendes Gestein mitgebracht. Daraufhin sprach ihm der dänische König ein Jahresgehalt von 500 Reichstalern (Rigsdaler) zu. Bei zwei weiteren Expeditionen nach Grönland in den Jahren 1606 und 1607 erfüllte sich die Hoffnung auf umfangreiche Silbervorkommen jedoch nicht. Hall, der für die ersten beiden Expeditionen die offiziellen Reiseberichte verfasst hatte, wurde aus dem Staatsdienst entlassen und musste nach England zurückkehren.
1612 trat Hall erneut in Erscheinung. Er konnte vier Londoner Händler, darunter Sir Thomas Smythe (1558–1625) und James Lancaster, davon überzeugen, eine weitere Expedition nach Grönland zu finanzieren. Am 10. April stach Hall mit den beiden Schiffen Patience und Heart’s Ease von Kingston upon Hull aus in See. Bei der Umrundung von Kap Farvel stellte er fest, dass in diesem Jahr die Eisverhältnisse wesentlich günstiger waren. Er ging am 27. Mai bei 64° N in der Nähe des heutigen Nuuk an Land. Am 15. Juli ankerte er bei Itilleq und setzte dann seinen Kurs Richtung Norden fort. Er versuchte, die Stelle wiederzufinden, an der er 1605 auf Silber gestoßen war, was ihm jedoch nicht gelang. Am 21. oder 22. Juli traf er im Amerloqfjord auf eine Gruppe Inuit. Da während der ersten Expedition 1605 unter dem Kommando von Cunningham vier Inuit verschleppt worden waren, nahmen die Inuit Rache und erstachen Hall am folgenden Tag mit einem Speer.
Die Führung der Expedition übernahm anschließend Andrew Barker, der Kapitän der Heart's Ease. Nachdem die weitere Suche nach Silbervorkommen erfolglos geblieben war, befahl dieser am 4. August die Rückfahrt. Mitte September kamen beide Schiffe in England an. An der Expedition nahm William Baffin als Steuermann teil, der 1616 als Navigator Robert Bylots noch weiter nach Norden vorstoßen sollte.